# Euphaedra laboureana
Euphaedra laboureana är en fjärilsart som beskrevs av Toulgoët 1957. Euphaedra laboureana ingår i släktet Euphaedra och familjen praktfjärilar. Inga underarter finns listade i Catalogue of Life.